# Diamond DA40

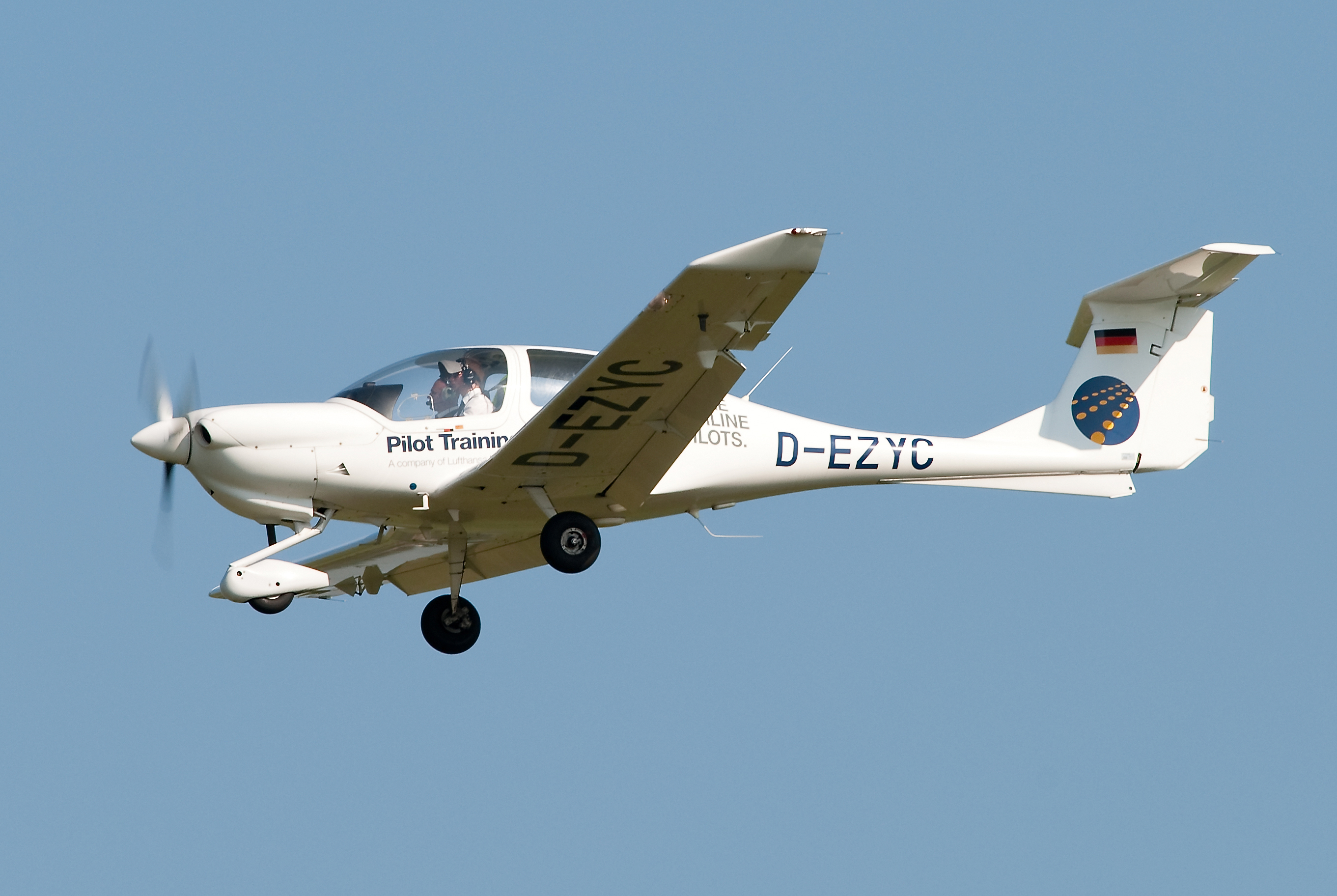
Diamond DA40

De Diamond DA40 Diamond Star is een Oostenrijks eenmotorig laagdekker sportvliegtuig. Het geheel van composiet materiaal geconstrueerde toestel met vier zitplaatsen maakte zijn eerste vlucht in november 1997. Totaal zijn er, inclusief alle varianten, door vliegtuigfabrikant Diamond Aircraft Industries meer dan 2200 van gebouwd.
De Diamond DA40 komt voort uit zijn voorganger, de DA20 tweezitter. Het vliegtuig is uitgerust met dubbele besturing, T-staart en een vast driewiel landingsgestel met een vrij meebewegend neuswiel. Het sturen op de grond gebeurt met beide voetremmen. Het instappen gaat, ongebruikelijk bij een laagdekker, via een opstap aan de voorkant van de vleugel. Het toestel wordt zowel geleverd met Lycoming viercilinder benzinemotoren, als Thielert of Austro dieselmotoren. De dieselmotoren zijn vanwege het lage brandstofgebruik geliefd bij vliegclubs en vliegscholen.

## Varianten
DA40Eerste model, voortgedreven door een  180 pk Textron Lycoming O-360
DA40 DModel met een Thielert TAE 125-1 dieselmotor.
DA40 FModel met Sensenich vaste spoed propeller.
DA40 NGSpeciaal model dat alleen in bepaalde markten wordt aangeboden, uitgerust met een Austro AE 300 motor die geschikt is voor JET A-1 brandstof.
DA40 XLTIntroductie in april 2013, model met een vernieuwd interieur.
DA40 Tundra StarModel met een verstevigd landingsgestel en grotere banden. Geschikt voor ruwe geïmproviseerde landingsbanen.

## Specificaties
- Type: Diamond DA40 Diamond Star

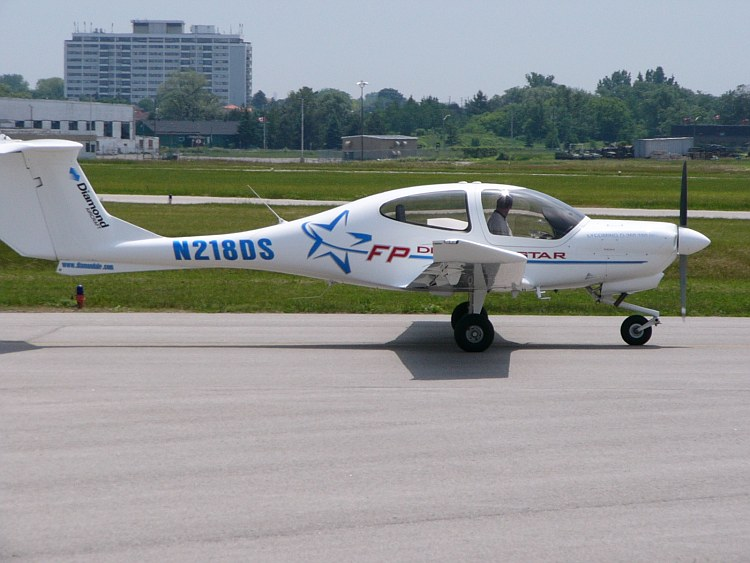
Diamond DA40 N218DS

- Fabriek: Diamond Aircraft Industries
- Bemanning: 1
- Passagiers: 3
- Lengte: 8,1 m
- Spanwijdte: 11,9 m
- Hoogte: 1,98 m
- Leeg gewicht: 795 kg
- Maximum gewicht: 1198 kg
- Vleugelprofiel: Wortmann FX 63-137
- Motor: 1 × Lycoming IO-360-M1A viercilinder boxermotor, 134 kW (180 pk)
- Propeller: Drieblads
- Eerste vlucht: 5 november 1997
- Voorganger: Diamond DA20
- Aantal gebouwd: 2200 (1997-heden)

Prestaties:
- Kruissnelheid: 279 km/u (150 kn)
- Overtreksnelheid: 91 km/u, flaps down (49 kn)
- Klimsnelheid: 5,7 m/s (1.122 ft/min)
- Plafond: 5000 m (16.400 ft)
- Vliegbereik: 1341 km (724 n.mi)